# Урош Јаковљевић
Урош Јаковљевић (Горњи Милановац, 9. децембар 1988) српски је позоришни, телевизијски и филмски глумац. Најпознатији је по улогама Бојана Бокија Жутића у телевизијској серији Немој да звоцаш, Бранислава Рајића у филму и серији Шешир професора Косте Вујића и Бориса у серији Врата до врата.

## Биографија
Рођен је 9. децембра 1988. године у Горњем Милановцу. Након што је завршио гимназију, 2007. године је уписао глуму на Факултету драмских уметности у Београду где је 2011. дипломирао у класи професора Драгана Петровића Пелета. Дипломску представу Усамљени запад одиграо је у Београдском драмском позоришту заједно са Матејом Поповићем, Миодрагом Радоњићем и Маријом Стокић. Касније је уписао Факултет организационих наука и завршио мастер студије на смеру „Менаџмент људских ресурса”, где је једно време био и сарадник на катедри професора Ранка Орлића. Стални је члан позоришта Атеље 212 од 2016. године, а поред њега игра и у Позоришту Пуж, Београдском драмском позоришту, Југословенском драмском позоришту и Звездара театру.

## Улоге

### Филмографија
| Год.       | Назив                                       | Улога            |
| ---------- | ------------------------------------------- | ---------------- |
| 2010-е     |                                             |                  |
| 2010.      | Златна лига                                 | спортиста        |
| 2010.      | Стеван М. Живковић                          | ТВ водитељ       |
| 2011.      | Мирис кише на Балкану (ТВ серија)           | Леон             |
| 2011.      | Игра истине                                 | шанкер Миша      |
| 2012−2014. | Фолк                                        | Адам             |
| 2012.      | Шешир професора Косте Вујића (филм из 2012) | Бранислав Рајић  |
| 2013.      | Шешир професора Косте Вујића (ТВ серија)    | Бранислав Рајић  |
| 2014.      | Излаз у случају опасности                   | Петровић         |
| 2014.      | Кад љубав закасни                           | Момчило          |
| 2014.      | Самац у браку (ТВ серија)                   | Момчило          |
| 2014.      | Талог                                       | Посилни Милоје   |
| 2015.      | Марко Краљевић — Фантастична авантура       | заповедник       |
| 2016.      | Андрија и Анђелка                           | Мики             |
| 2016.      | Немој да звоцаш                             | Бојан Боки Жутић |
| 2016.      | Пар и непар                                 |                  |
| 2017.      | Сенке над Балканом                          | берберин         |
| 2018.      | Јутро ће променити све                      | Коле             |
| 2019.      | Врата до врата                              | Лука             |
| 2020-е     |                                             |                  |
| 2020.      | Мочвара (ТВ серија)                         | Аца              |
| 2020.      | Мама и тата се играју рата                  | саобраћајац      |
| 2021.      | Тајне винове лозе                           | Даре             |
| 2021.      | Дневник великог Перице                      | Милан Јовановић  |
| 2020−2021. | Златни дани                                 | Сава             |
| 2022.      | Чудне љубави                                | младић           |

### Улоге у позоришту
| Представа               | Улога                | Позориште                       |
| ----------------------- | -------------------- | ------------------------------- |
| Детроит                 | Бен                  | Атеље 212                       |
| Констелације            | Роланд               | Атеље 212                       |
| Макбет                  | Макбет               | Атеље 212                       |
| Чекајући Годоа          | Естрагон             | Атеље 212                       |
| Сирано                  | Кристијан де Невијет | Народно позориште у Београду    |
| Хипноза једне љубави    | Драги                | Звездара театар                 |
| Злочин и казна          | Замјотов             | Југословенско драмско позориште |
| Кад су цветале тикве    | Драганче             | Београдско драмско позориште    |
| Усамљени запад          | Валејн               | Београдско драмско позориште    |
| Свирано де Бержерак     | Лепи Кристијан       | Позориште Пуж                   |
| Принцеза у замку духова | Мајстор Коста        | Позориште Пуж                   |
| Себични принц           | Принц Дарко          | Позориште Пуж                   |
| Пепељуга                | Принц Добривоје      | Позориште Пуж                   |
| Неваљала принцеза       | Гојко                | Позориште Пуж                   |